# Сон наяву
«Сон наяву» (изначально предполагавшееся художником название «Monna Primavera») — картина английского художника-прерафаэлита Данте Габриэля Россетти, созданная в 1880 году. На картине изображена Джейн Моррис, сидящая на ветке платана и держащая в руке ветку жимолости — викторианского символа любви, что могло быть отсылкой к тайному роману, возникшему между художником и натурщицей. Работа находится в собрании Музея Виктории и Альберта.

## Информация о картине

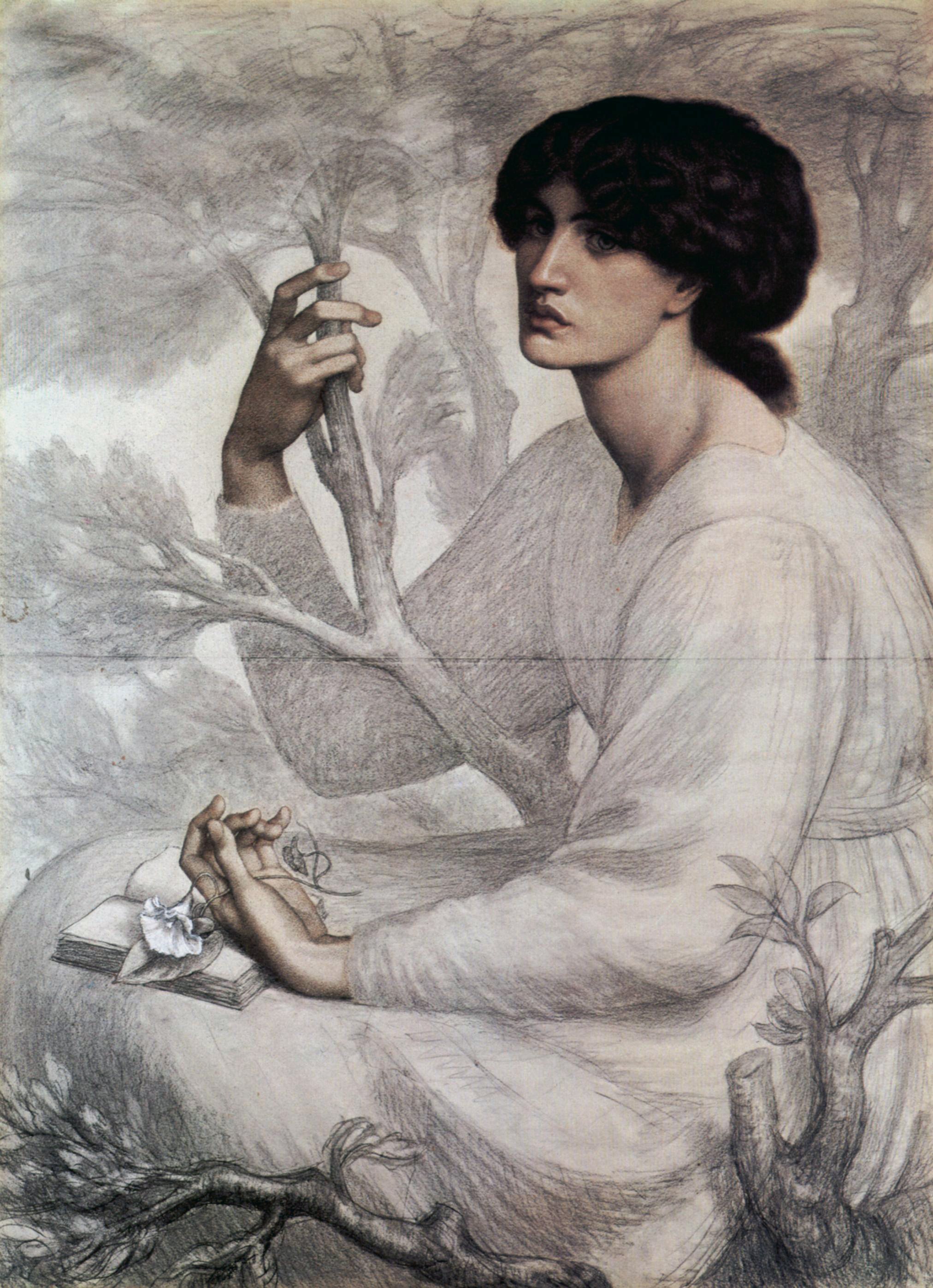
Эскиз, пастель. Находится в Музее Эшмола.

В 1878 году Россетти завершил пастельный эскиз портрета своей тайной возлюбленной Джейн Моррис, супруги художника и издателя Уильяма Морриса. Ранее Джейн уже позировала для нескольких работ Россетти, включая «Прозерпину». Эскиз висел над камином в мастерской художника. Изначально названием будущей картины было «Monna Primavera» или «Vanna Primavera», возможно оно было взято из стихотворения Данте Алигьери «Новая жизнь» . Ко многим из своих работ Россетти писал сонеты, картина «Сон наяву» не стала исключением.
Художник не был доволен первыми результатами своей работы над картиной, поэтому несколько раз переделывал её. В своём письме к Джейн Моррис он просил прощения за то, что изобразил ноги другой натурщицы.
На картине Джейн Моррис в зелёных одеяниях сидит на ветке платана и держит в руке ветку жимолости. В викторианскую эпоху жимолость в искусстве считалась символом любви, её изображение на картине могло служить отсылкой к тайному роману, возникшему между художником и его замужней натурщицей. Джейн Моррис изображена в полный рост, что не характерно для последнего периода творчества Россетти.
Россетти продал картину коллекционеру Константину Александру Ионидесу за 700 гиней. Ещё во время работы над произведением художник вёл переписку с покупателем, где признался, что работа будет одной из лучших среди его картин, а также давал чёткие инструкции относительно того, куда поместить картину — расстояние от пола до рамы, а также каким должно быть освещение работы. В 1900 году Константин Александр Ионидес передал картину Музею Виктории и Альберта.